# ТЕС Убунго (Tanesco)
6°47′32.5″ пд. ш. 39°12′13.1″ сх. д. / 6.792361° пд. ш. 39.203639° сх. д.
ТЕС Убунго (Tanesco) – теплова електростанція в Танзанії, розташована на західній околиці столиці країни Дар-ес-Саламу.
У 20 столітті танзанійська електроенергетика спиралась переважно на гідроресурси, проте на початку 2000-х протягом тривалого періоду спостерігалось зниження їх виробітки через кілька маловодних років підряд. Це викликало розвиток теплової генерації на основі природного газу власного видобутку (на першому етапі блакитне паливо постачалось з родовища Сонго-Сонго через трубопровід Сонго-Сонго – Дар-ес-Салам), що зокрема знайшло відображення у спорудженні нової станції оператором енергосистеми компанією Tanesco. В 2008 році вона ввели в роботу станцію Убунго І, яка складалась з 12 генераторів фінської компанії Wartsila типу 20V34 потужністю по 8,73 МВт. За чотири роки спорудили другу чергу з трьох встановлених на роботу у відкритому циклі газових турбін компанії Siemens типу SGT-800 потужністю по 35 МВт. У 2016 дві з цих турбін модернізували до рівня у 43 МВт.
Можливо відзначити, що біч-о-біч зі станцією працює ТЕС Убунго, яка належить компанії Sonagas.